# Augusten Burroughs
Augusten Xon Burroughs, pseudonimo di Christopher Robison (Pittsburgh, 23 ottobre 1965), è uno scrittore statunitense.
Ha scritto i romanzi autobiografici Correndo con le forbici in mano, da cui è stato tratto un film omonimo con Gwyneth Paltrow, Annette Bening e Joseph Fiennes, e Dry. Il primo racconta parte della sua infanzia e giovinezza trascorse in casa dello psicologo della madre in compagnia di una famiglia davvero surreale, il secondo è un resoconto del suo percorso di disintossicazione dall'alcol. 
Ha inoltre pubblicato due raccolte di racconti autobiografici: Magical Thinking: True Stories, tradotto in Italia con il titolo Pensiero magico: storie vere (Cunnilingusville), Possible side effects, ancora inedito, e il romanzo Sellevision, ambientato nel mondo delle televendite e anch'esso ancora inedito in Italia. 
I suoi libri vengono tradotti in oltre 25 paesi. Scrive anche per alcuni giornali e riviste, tra cui il New York Times, il New York Magazine, il Guardian e il London Times. Anche suo fratello John Elder Robison, (materia centrale tra l'altro di un racconto contenuto in Cunnilingusville), è scrittore, e ha pubblicato un libro nel 2007, Look Me In The Eye, uscito in Italia col titolo Guardami negli occhi. Io e la sindrome di Asperger, incentrato sulla sua vita e proprio sulla Sindrome di Asperger di cui l'autore ha scoperto, in età tardiva, esserne affetto.